# The Post War Dream
"The Post War Dream" es la primera canción del álbum The Final Cut de 1983 de Pink Floyd.

## Introducción
En la introducción de la canción se puede escuchar una radio siendo cambiada de estación varias veces, y ésta se ve en la película The Final Cut.
En la radio se escucha lo siguiente:
"...a group of business men announced plans to build a nuclear fallout shelter at Peterborough in Cambridgeshire..."
[cambio de radio]
"...three high court judges have cleared the way..."
[cambio de radio]
"...It was announced today, that the replacement for the Atlantic Conveyor the container ship lost in the Falklands conflict would be built in Japan, a spokesman for..."
[cambio de radio]
"...moving in. They say the third world countries, like Bolivia, which produce the drug are suffering from rising violence..."
En español:
"...un grupo de empresarios anunció planes de construir un refugio contra bombas nucleares en Peterborough en Cambridgeshire..."
[cambio de radio]
"...tres jueces de la corte suprema se hicieron camino..."
[cambio de radio]
"...Fue anunciado hoy, que el reemplazo para el Atlantic Conveyor, el barco contenedor perdido en el conflicto de las Malvinas, será reconstruido en Japón. Un vocero para..."
[cambio de radio]
"...entrando. Dicen los países del tercer mundo, como Bolivia, que producen droga, están sufriendo violencia en aumento..."

## Composición
La canción tiene aprox. 3 minutos de duración y consiste en muchos efectos de sonido, como botes de remos y gritos, similar a todo el álbum. La música en sí comienza tranquila, con sintetizadores y la voz "callada" de Roger Waters, además del sonido de algunos instrumentos orquestales. A esto lo sigue una sección de más volumen y más teatral, dominada por guitarras eléctricas. Durante esta sección Waters grita la letra, en contraste con la primera parte.
La melodía de la primera parte se asemeja a la canción "Sam Stone" de 1971 de John Prine acerca de la trágica muerte de un veterano de guerra. Ambas canciones comparten la misma progresión de acordes, instrumentación y melodía. Incluso están en la misma tonalidad: la de fa mayor).

## Personal
- Roger Waters - voces, bajo
- Michael Kamen - harmonium
- David Gilmour - guitarra
- Nick Mason - batería